# لسانيات جنائية

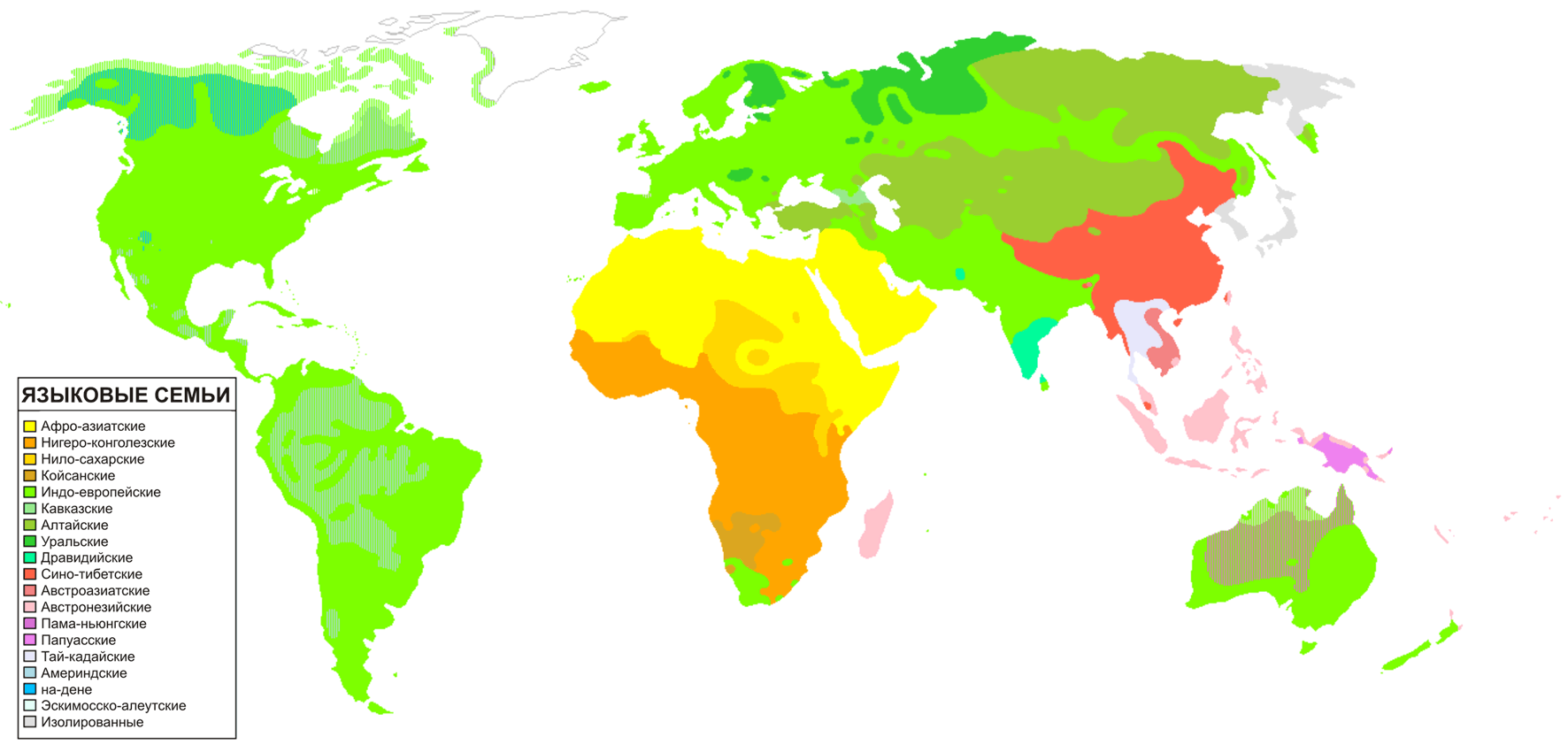

اللسانيات الجنائية أو اللسانيات القانونية هي تطبيقات المعرفة اللغوية وطرقها ورؤى للنص القضائي للقانون واللغة والتحقيق الجنائي والمحاكمة والإجرائات القضائية. وهي فرع من اللغويات التطبيقية يوجد ثلاث مجالات أساسية تطبيقية للغويين المتخصصين في النصوص القضائية - فهم لغة القانون الكتابية وفهم استخدام اللغة في العمليات القضائية والقانونية وتوفير الأدلة اللغوية.[1] يعتبر مجال اللغويات الجنائية متجانساً ولكنه يشمل العديد من الخبراء والباحثين في مجالات مختلفة من هذا الفرع.

## التاريخ
ظهر مصطلح اللغويات القضائية في عام 1968 عندما استخدمه أستاذ اللغويات جان ستارتفك في تحليل تصريحات تيموثني جون ايفانز.
سأل الدفاع القضائي خلال الأيام الأولى للغويات القضائية في بريطانيا عن صحة كثير من القضايا الجنائية التي صرحت بها الشرطة. وفرضت إجراءات الشرطة المعروفة في ذلك الوقت أن تكون إفادات المشتبه بهم بشكل معين بدلا من كلمات المشتبه به نفسها. فتكون تصريحات الشهود قليلة جدا وبطريقة متناسقة تناسقا منطقيا أو منظمة بالإضافة إلى التخمين والتراجع شفوياً ويكون الإلقاء عادةً سريع للغاية مما يؤدي إلى إهمال تفاصيل مهمة.
اهتمت الولايات المتحدة في أول ظهور للغويات القضائية بحقوق الأفراد المتعلقة بفهم حقوق المشتبه به وهي أن تقوم الشرطة بتحذيره أثناء عملية الاستجواب وتسمى بحقوق الميراندا، حيث يقوم الشرطي بإخبار المشتبه فيه بأن له الحق في التزام الصمت وعدم الإدلاء بأي تصريح، وأن كل تصريح منه قد يعتبر دليلا إما على إدانته أو براءته حسب التصريح.
وكان التطبيق الأول للغويات القضائية في الولايات المتحدة مرتبط بحالة العلامات التجارية ككلمات وشبه جمل في اللغة. وعلى سبيل المثال فإن أحد القضايا الكبيرة كانت لعملاق الوجبات السريعة ماكدونالدز وذلك لادعائه أنه هو الذي ابتكر عملية ربط الكلمات غير المحمية بحرفين يأتيان أول الكلمة 'Mc' لذا لم يرض عن شركة كوالتي إنز العالمية لأنها نوت فتح سلسلة من الفنادق الاقتصادية باسم مكسليب 'McSleep.'
وفي الثمانينات، ناقش لغويون أستراليين التطبيق اللغوي واللغوي الاجتماعي وحتى القضايا القانونية. [بحاجة إلى مصدر] واكتشفوا أن شبه الجملة كشبه الجملة الإنجليزية "the same language" «اللغة نفسها» قابلة للترجمة. ولكن كان السكان غير الأصليين يفهمون اللغة «الإنجليزية» ويستعملونها بطريقتهم، وهذا شيء لا يقدّره ناطقي اللغة الإنجليزية مثل «الإنجليز البيض». كما أن السكان غير الأصلين يعكسون أنماطهم التفاعلية المبنية على ثقافتهم عند المقابلة.

## مجالات الدراسة
المواضيع في مجال اللغويات القضائية متنوعة ولكن البحث يكون في المجالات التالية:

## لغة النصوص القانونية
تشمل دراسة لغة النصوص القانونية على مجموعة كبيرة من النصوص القضائية. وذلك يتضمن دراسة أنواع النصوص والتحليل. ويحتمل أن يكون أي نص أو عنصر من اللغة المنطوقة نص قضائي عندما يُستخدم في سياق قانوني أو جنائي، ويتضمن هذا التحليل اللغوي للوثائق المتنوعة كتنوع أعمال البرلمان (أو هيئة قانونية أخرى) والوصايا الخاصة وأحكام المحكمة واستدعاءاتها وقوانين الهيئات الأخرى كالولايات والدوائر الحكومية. ومن المجالات المهمة [لا وجود للأبحاث الأصلية?] ذلك المجال ذو التأثير التحويلي للغة النورمندية الفرنسية والاتينية الكنسية في تطوير لغة القانون الإنجليزية الشائعة والخصائص القانونية المصاحبة لها. ويمكن أن تشير إلى المحاولات المستمرة لجعل اللغة القانونية مفهومة لدى الأشخاص العاديين.

## لغة العمليات القانونية
يقوم هذا المجال باختبار اللغة التي استخدمت في الاستجواب وعرض الأدلة وأوامر القاضي وتحذيرات الشرطة وشهاداتهم في المحكمة وملخص لجنة التحكيم وأساليب المقابلة وعملية الاستجواب في المحكمة أو في نطاق آخر كمقابلات الشرطة.

## المكالمة الطارئة
في حالة مكالمة الطوارئ، فإن قدرة مستقبِل مكالمة الطوارئ لاستخراج معلومات لغوية في حالات التهديد واستجابته المطلوبة في نطاق وقت ضيق تكون لازمة لنجاح المكالمة. ومن الأمور المهمة في تحليل المكالمة الطارئة: ارتفاع الصوت وانخفاضه ونبرة الصوت ونغمته والمدى الذي يدل على أن هناك مشاركة بين المتصل والمُستقبل في آن واحد، وتشمل المشاركة التامة على استجابات صريحة حالية.
فالإلحاح يلعب دورا في مكالمات الطوارئ وكذلك التردد وعلامات التهرب والإجابات غير الكاملة والقصيرة جداً فهذه الأمور كلها تدل على أن المتصل مخادع. بينما يتميز الاتصال الحقيقي بتشابك كلماته وتداخلها تداخلا ضئيلا. ويثق المستقبل بأن المتصل سيزوده بمعلومات دقيقه ويثق المتصل بأن المستقبل سيسأله الأسئلة التي لها صلة بالموضوع. فإذا استخدم المتصل نبرة صوت عالية في نهاية كل اتصال فقد يُمثل هذا عدم التزامه: فاستخدام المتصل لنبرة الصوت العالية تدل على الشك أو الرغبة بالتوضيح. وغالبا ما ينتقل الاتصال المثالي من عدم توفر أي معلومة لدى المستقبل إلى تزويده بكميات كبيرة من المعلومات في وقت قصير. وهذا ما يجعل المكالمة الطارئة فريدة من نوعها بين خدمات المقابلة الأخرى.

## طلبات الفدية أو الاتصالات التهديدية الأخرى
التهديد مناظر للوعد وهو ميزة مهمة في طلب الفدية. وتُستخدم طلبات الفدية لتحديد ما إذا كان التهديد حقيقي أو مزيف. ويمكننا أن نرى تحليل ملاحظة الفدية في قضية خطف لندبيرف وهي أول ملاحظة فدية (وتسمى أيضاً بملاحظة الحضانة) والتي كُتب فيها: " نحذركم من التشهير أو إبلاغ الشرطة، فالطفل في رعايتنا." ومن الجملة نعلم أن الخاطف يدَعي أن الطفل في أيدي سليمة ولكن ليصرح بهذا الأمر يجب أن يكون قد كتب ملاحظته قبل دخول المجرم للمبنى." ولهذا فإن الادعاء كاذب إذ أن الطفل لم يكن في حوزة الخاطف عندما كتب الملاحظة.

## رسائل انتحارية
غالبا ما تكون الرسالة الانتحارية قصيرة ومختصرة وافتراضية جدا مع قليل من المراوغة. ويجب أن تكون الافتراضات واضحة أي لا يوجد لبس في السياق الظرفي. فتكون الافتراضية في الانتحار الحقيقي موضوعية وموجهة للمرسل إليه (أو المرسل لهم) ولها صلة بالعلاقة بينهم. وعادةً ما تحتوي الرسائل الانتحارية على جمل تشير إلى طريقة قتل النفس أو طريقة الانتحار التي اتخذها. وقد يكون محتوى الرسالة مقصوداً لكي يعاني المرسل إليه أو يشعر بالذنب. وبالإجمال فإن الرسائل الانتحارية قصيرة، أقل من 300 كلمة. وعادة ما تستبعد المواد الغريبة أو التي ليس لها صلة من النص.

## تصريحات المحكوم عليهم بالإعدام
إما أن تكون تصريحات المحكوم عليهم بالإعدام تصريحات يعترفون فيها بالجريمة مما يترك انطباع الأمانة والصراحة لدى الشاهد أو أن تكون تصريحات ينكرون فيها فعل الجريمة مما يترك انطباع البراءة لدى الشاهد. وقد تكون أيضا تصريحات يتهمون فيها الشهود بالكذب أو ينقدون تطبيق القانون بأنه فاسد وذلك من أجل المحاولة لادعاء البراءة أو للبحث عن الانتقام في لحظاتهم الأخيرة (أولسون 2004). وتدخل تصريحات المحكوم عليهم بالإعدام ضمن أكثر التصريحات في الإعداد المؤسسي للسجناء المحكوم عليهم بالإعدام.
استخدام الأدلة اللغوية في الإجراءات القانونية
تختلف درجات مجالات التطبيق بين القبول أو الاعتماد داخل المجال. وقد أثبت اللغويين ذلك بالأدلة في:
	•	العلامة التجارية والنزاعات الأخرى على الملكية
	•	النزاعات على المعنى والاستخدام.
	•	هوية المؤلف (وهي التي تحدد من كتب نصا مجهولا وذلك بالمقارنة بنماذج مكتوبة مشتبه بها كرسائل التهديد ورسائل الجوال أو رسائل البريد الإلكتروني)
	•	الأساليب القضائية (تحدد قضايا السرقة الفكرية)
	•	التعرف على الصوت ويُعرف أيضا بعلم الأصوات القضائي، ويستخدم ليحدد إذا ما كان الصوت في المسجل يطابق صوت المدعى عليه وذلك من خلال الخصائص الصوتية)
	•	تحليل الخطاب (تحليل هيكل النص الكتابي أو المنطوق لتحديد من يعرض المواضيع أو للحكم على كون المشتبه به موافق على المشاركة في المؤامرة الإجرامية أو لا)
	•	تحليل اللغة (علم اللهجات القضائي) يتتبع تاريخ اللغويات لطلاب اللجوء السياسي (تحليل اللغة لتحديد الأصل)
	•	إعادة تشكيل محادثات رسائل الجوال.
	•	علم الأصوات القضائي
يستخدم اللغويين القضائيين حالياً قاعدة بيانات خاصة تحتوي على نماذج للغة مكتوبة أو منطوقة (وتعرف بمجموع النصوص) ويشمل مجموع النصوص الرسائل الانتحارية ورسائل الجوال وتصريحات الشرطة ومقابلاتهم وتصريحات الشهود، كما يستخدم لتحليل اللغة ولفهم كيفية استخدامها ولتقليل الجهد الذي نحتاجه لتحديد الكلمات التي تستخدم معاً (المركبات اللفظية)..

## هوية المؤلف
يعتمد تحديد من صاحب المقولة أو من كاتبها على لهجته الفردية أو على استخدام أنماط معينة من اللغة (كالمفردات والمركبات اللفظية والنطق والإملاء والقواعد..الخ) فاللهجة الفردية عبارة عن نظرية مبنية على فكرة وجود اختلاف لغوي على مستوى المجموعة وبذلك فقد يكون هنالك اختلاف لغوي على مستوى الفرد. وقد ذكر وليام لابوف أنه لم يكتشف أي شخص بعد بوجود «بيانات متجانسة» في اللهجات الفردية وهنالك العديد من الأسباب التي تدل على صعوبة توفير مثل هذه الأدلة.
أولا، إن اللغة ليست خاصية وراثية بل خاصية يكتسبها الشخص اكتسابا اجتماعيا. لأن الاكتساب مستمر طول الحياة واستخدام الفرد للغة يتأثر بالعوامل المختلفة من مختلف المصادر وتشمل المتحدثين الآخرين والإعلام والتغيرات الاجتماعية الكلية. وقد يكون للتعليم تأثيرا عميقا ومتجانسا على اللغة.والبحث في هوية التأليف (تحديد المؤلف) مستمر. ويرى الآن أن مصطلح إسناد التأليف قطعي جداً.
وتعني قلة الوثائق (ملاحظات الفدية ورسائل التهديد..الخ) في معظم القضايا الجنائية التي تكون في إطار قضائي أن هنالك نصوص قليلة جداً لكي يُبنى عليها ويتم تحديدها تحديدا موثوقا. ومع ذلك فإن المعلومات المتوفرة قد تكون كافية لاستبعاد مشتبه كمؤلف أو لمعرفة هوية مؤلف من مجموعة صغيرة من المشتبهين.
وتشمل قياسات هوية التأليف التي يستخدمها المحللون متوسط طول الكلمة ومتوسط عدد المقاطع اللفظية في الكلمة وتكرار أداة التعريف ونسبة نوع الرمز والترقيم (سواء من حيث الكمية الإجمالية أو الحدود النحوية) بينما تشمل قياسات اللفظ الفريد إحصائيات نهج تحليل العامل ونظرية الإحصاء الافتراضية وتوزيع بواسون وتحليل متعدد المتغيرات وتحليل وظيفة التمايز للكلمات الوظيفية.
وقد تطورت طريقة الجمع التراكمي في تحليل النص.فهو يعمل على النصوص القصيرة أيضا ويعتمد على افتراض أن لكل متحدث عادات متعددة فريدة لذا فإنه ليس هنالك أي فرق بين خطاباتهم وكتاباتهم. ويميل المتحدثون إلى استخدام كلمات من حرف إلى ثلاثة حروف في جملة واحدة أما خطاباتهم فتشمل كلمات تبدأ بحرف علة.
ومن أجل تنفيذ اختبار الجمع التراكمي لأساليب استخدام كلمات تتكون من حرفين إلى ثلاثة حروف وكلمات تبدأ بحرف علة في جملة فإنه يجب أن يتحدد ظهور نوع كل كلمة في النص ويخطط التوزيع في كل جملة. وسيقارن توزيع الجمع التراكمي لهذين الأسلوبين مع متوسط طول الجملة في النص. ويجب أن تتبع مجموعتي المدلول الدقيق للكلمة بعضها البعض. وسيُظهر أي تغير في قسم ما في النص تناقض واضح بين أهمية نقطتي المرجع. وسيحمل القسم المتلاعب نمطا مختلفا عن بقية النص.

## أساليب القضاء
يُخضع هذا النهج المواد المكتوبة أو المنطوقة أو كليهما للتحليل العلمي لتحديد المحتوى والمعنى وهوية المتحدث وقياسهم أو هوية المؤلف وذلك لتمييز السرقة الفكرية.
ومن أقدم القضايا [بحاجة إلى مصدر] التي اسُتخدمت فيها الأساليب القضائية لكشف سرقة فكرية كانت قضية قصة هيلين كلير القصيرة. وفي عام 1892، اتُهمت المؤلفة الأمريكية العمياء بالسرقة الفكرية فيما يتعلق بقصتها القصيرة التي نُشرت «صقيع الملك» (The Frost king). وبناء على التحقيق فإن قصة صقيع الملك قصة مسروقة فكريا من كتاب مارقريت كانبي «جنيات الصقيع» (Frost Fairies) والذي كان يُقرأ عليها في الماضي. واكتُشف أن كلير غيّرت تغيرا بسيطا للكلمات الشائعة والجمل القصيرة واستخدمت كلمات أقل شيوعا لتنقل الفكرة نفسها مما يوحي أنها مجرد تعديلات على الأفكار الأصلية.[بحاجة لمصدر]
استخدمت كلير كلمة «الثروة الهائلة» بدلا من «الكنز» (وتعتبر هذه الكلمة في اللغة أقل شيوعا ب 230 مرة) واستخدمت أيضاً "bethought" بدلا من «استنتج» (وتعتبر هذه الكلمة أقل شيوعا ب 450 مرة)، وكلمة «زودهم بمعلومات أو حشدهم» بدلاً من 'أخبرهم' (وتعتبر هذه الكلمة أقل شيوعا ب 30 مرة). واستخدمت كلير شبه الجملة «منذ ذلك الزمن» "ever since that time" بينما استخدمت كانبي «منذ ذلك الحين» "from that time" (وتعتبر الكلمة التي استخدمتها كانبي أكثر شيوعا ب 50 مرة) كما استخدمت كلير «لا أستطيع أن أتخيل» بينما استخدمت كانبي «لا أعلم». وكلمة «أعلم» هي تقريبا أكثر شيوعا ب 10 مرات من كلمة «أتخيل».
وعند مقارنتها مع كانبي فإن كلير اعتمدت على الكلمات الأقل شيوعاً. وأظهر اختبار فليش لقابلية القراءة أن نص كانبي يبدو أصيلا أكثر من نص كلير. فنص كانبي حصل على درجة أعلى في قياس سهولة القراءة مقارنةً بنص كلير، لذا فإن التمييز بين النصين قائم على مستوى معجمي وشبه جملي.
وتشمل الأمثلة الأخرى للسرقة الفكرية تلك القضايا التي بين ريتشارد كوندون، مؤلف «المرشح المنشوري» والروائي الإنكليزي روبرت جريفز؛ وبين مارتن لوثر كينغ وارشيبالد كاري.
وإذا حكمنا من خلال نص المرشح المنشوري، فإن عمل كوندون يتميز ويُعرف بأنه غني بالعبارات المبتذلة مثل «في قلبه الخرافي للقلوب.» في حين افتخرت هيلين كيلر في استخدام العبارات النادرة، وتجنب الكلمات الشائعة، أما كوندون فكان مولعا بتحويل الكلمات إلى شبه جمل وتحويل شبه الجمل إلى جمل أطول. كما اكتُشف أن كوندون استعار كلمات كثيرة من عمل جريفز.
وقد اكتشف في قضية السرقة الفكرية أن ما يقارب النصف من أطروحة مارتن لوثر كينغ للدكتوراه منسوخة من طالب علم لاهوت آخر. فببساطة غيّر كنغ أسماء الجبال وكثّف استخدام الجناس والسجع.
كانت نصوص كاري وجريفز (النصوص المصدر) أقصر بكثير وأبلغ وأبسط في الهيكل بينما اعتمدت نصوص كوندون وكنغ على الأجهزة 'الأرجوانية'، وعلى تطويل النص وتنميق لغته إلى حد كبير.[بحاجة لمصدر]

## تحليل الخطاب
يتناول تحليل الخطاب تحليل الخطاب الكتابي والمنطوق أو استخدام لغة الإشارة، أو أي حدث سينمائي مهم . ووفقا للطريقة، يمكن أن يقدم التحليل السري الدقيق استدلالات مفيدة. فإن استخدام 'أنا" بدلاً من "نحن" في تسجيل ما يظهرعدم التورط في مؤامرة. كما أن الرد بقول 'نعم' و 'اها' يشير إلى أن المتهم يفهم الاقتراح، بينما لا تدل علامات ردود الفعل مثل 'نعم'، و 'اها' على اتفاق المشتبه به على الاقتراح. ولا يسمح دائما لمحللي الخطاب بالإدلاء بشهادتهم ولكنهم غالبا ما يكونون نفعاً للمحامين أثناء التحضير لقضية ما.[بحاجة لمصدر]

## علم اللهجات اللغوي
يشير هذا العلم إلى دراسة اللهجات بطريقة منهجية تستند إلى معلومات انثروبولوجية. فإن أهمية إجراء دراسات منهجية للهجات تزداد يوما بعد يوم، لا سيما داخل اللغة الإنجليزية، نظراً لأنها لم تعد متميزة كما كانت وذلك بسبب انقضاض وسائط الإعلام والحراك السكاني عليها. وقد تسببت القضايا السياسية والاجتماعية في امتداد اللغات وانتشارها جغرافيا مما أسفر عن تعدد أشكال اللغة المنطوقة في بلدان مختلفة وبالتالي يصعب تحديد المنشأ للفرد من خلال لغته أو لهجته.
استُخدم علم اللهجات اللغوي خلال التحقيقات في قضية خدعة شريط التسجيل «قاتل يوركشاير.»

## علم الأصوات القضائي
يهتم عالم الأصوات القضائي بإنتاج نصوص دقيقة لما كان يقال. فيمكن أن تكشف النسخ التسجيلية عن معلومات عن الخلفية الاجتماعية والإقليمية لأحد المتكلمين. ويمكن أن يحدد علم الأصوات القضائي أوجه الشبه بين ناطقي تسجيلين أو أكثر، كما يمكن أن يكون التسجيل الصوتي بالإضافةً إلى النسخ الكتابية ذو فائدة لسماحه للضحايا والشهود للتعرف إن كان صوت المشتبه به هو صوت المتهم (الذي يدعي الجنائية) أم لا.
فقد أساء شرطي الكتابة الاستماع إلى الرجل المتهم بتصنيع نوع من المخدرات«الإكستاسي» فسمعه يقول: «ولكن إذا كانت كما تقول أنها الهلوسة، فإنها في كتالوج سيجما.» بينما كانت جملة المتهم «لكن إذا كان كما تقول أنها ألمانية، فإنها في كتالوج سيجما.»
ومثال آخر على النزاع في الكلام كان بين ضابط شرطة ومشتبه به. وكان من المواضيع المتعلقة بالمحادثة رجل ثالث يعرف باسم 'أرني'. أدى ضعف الإشارة في التسجيل إلى جعل كملة 'أرني' تبدو وكأنها 'روني'. فعرض مراقبي الشريط المشاكل الصوتية -كتدخل إلكتروني- صوت محرك السيارة وصوت راديو السيارة وحركة السيارة المستهدفة، والضوضاء فكلها تزامنت مع المقطع الأول من اسم المتنازع عليها (أرني).
قراءة الخطاب الجنائي هي الطريقة المثلى لمعرفة صوت ما. أحيانا يمكن أن تسمح نصوص سجلات مقاطع الفيديو المُراقبة للخبراء باستخدام قراءة الخطاب الجنائي وذلك للتعَرف على محتوى الكلام أو النمط حيث تكون هوية المتكلم ظاهرة من تسجيل الفيديو.

## الأمثلة
لدى أدلة اللغويات الجنائية قدرة أكبر لاستبعاد أحد المشتبهين من إثبات أنه مذنب.[بحاجة لمصدر] وقد استخدمت الخبرة اللغوية في القضايا الجنائية للدفاع عن أي شخص مشتبه به في جريمة ما، وأعطى اللغويين القضائيين أثناء تحقيقات الحكومة أدلة خبراء تفيدهم في نطاق واسع من القضايا، بما في ذلك إساءة لعمليات الحكومة حيث تم العثور على تصريحات شرطة متشابهه جداً لدرجة لا يمكن التصديق أنها صدرت عن شرطيين مختلفين: تأليف الكراهية وتأليف رسائل لخدمة التصوير الإباحي للأطفال في الإنترنت ويوميات مُحرق المباني والمقارنة بين مجموعة من نصوص الجوال ومقابلة الشرطة للمشتبه به وإعادة إنشاء محادثة نص جوال. وتشمل بعض الأمثلة المعروفة استئنافا ضد إدانة ديريك بنتلي وكشف هوية تيودور كازينسكي وكما يطلق عليه بالإيطالية "Unabomber".
كلا منB undeskriminalamtالمختبرات الجنائية (في ألمانيا) والمعهد فورينسيش Nederlands (في هولندا) يقومان بتوظيف اللغويين القضائين.
ساهمت اللغويات القضائية بإدانة ديريك بنتلي مرة أخرى بقضية قتل في عام 1998على الرغم من أن هناك مسائل أخرى غير لغوية. وشُنق بنتلي الأميّ الوظيفي الذي يبلغ من العمر تسعة عشر عاما في عام 1953 لاشتراكه في قتل سيدني ميلا؛ وكانت إدانته بسبب تصريحاته التي أدلى بها للشرطة والتي زعموا أنه نسخها حرفيا من مونولوج (حديث نفس) منطوق. وعندما أعيد فتح القضية اكتشف لغوي قضائي أن تردده واستخدامه لكلمة «ثم» في نصوص الشرطة المنسوخة تشير إلى أن النصوص لم تكن تصريحات حرفية ولكن ألفها محققي الشرطة وأدى ذلك مع أدلة أخرى إلى العفو عن بنتلي بعد وفاته.
أما في قضية تيودور كازينسكي، الذي أدين على أنه "Unabomber" (المُفجر)، فقد تعرّف أفراد أسرته على كتاباته وأسلوبه من المجتمع الصناعي ومستقبله، المنشور الذي يحتوي على 35,000-كلمة (يسمى عادة «مانيفستوUnabomber»)، ثم أبلغوا السلطات. فبحثت شرطة المخابرات الفدرالية في مسكن كازينسكي وعثرت على مئات الوثائق التي كتبها كازينسكي، لكنها لم تنشر إطلاقا. واستنتج العميل الخاص بالمخابرات الفيدرالية الإشرافية جيمس ر. فيتزجيرالد تحليلا حدد العديد من البنود المعجمية (المفردات) والعبارات المشتركة لهاتين الوثيقتين. فبعضا منها كان مميز أكثر من غيره، ولكن قالت الدعوة القضائية أنه حتى أكثر الكلمات والعبارات شيوعا التي استخدمها كازينسكي تصبح مميزة عندما تُستخدم بالاقتران مع بعضها البعض.
ولعبت أدلة اللغويات القضائية دورا مهما في التحقيق في قضية اختفاء جولي تيرنر عام 2005، والتي تبلغ من العمر أربعين عاماً وتعيش في يوركشاير وبعد الإبلاغ عن فُقدانها تلقى شريكها عدة رسائل نصية من جوال جولي، مثل «توقفت عند جلز سأعود لاحقا فقط احتجت لتصفية ذهني»، و «اخبر الأطفال أنه لا داعي للقلق. فأنا أعيد ترتيب حياتي. لذا سأكون على اتصال لأحصل على بعض الأشياء». ووجد المحققون أن رسائل كتبها صديق تيرنر سيميرسون هوارد تشترك في العديد من المزايا الإملائية غير العادية وعلامات الترقيم في الرسائل النصية، مما يوحي بأن سيميرسون كان على علم بمحتويات الرسائل، فأدين[بحاجة لمصدر] بقتل تيرنر.
وقدّم اللغوي القضائي جون أولسون أدلة في محاكمة قتل على أن معنى كلمة 'جوقينج' ' jooking'له صلة بالطعن.
ودرس اللغوي القضائي أثناء الاستئناف على إدانة جماعة ال «بريدجووتر فور» وهم أربعة أفراد اعتراف باتريك مولوي المكتوب، وهو أحد المتهمين – الذي تراجع عن الاعتراف به فورا– وسجل مكتوب لمقابلة ادعت الشرطة أنها أُخذت مباشرة قبل أن يملوا بالاعترافات. ونفى مولوي أن المقابلة جرت من أي وقت مضى، وأشار التحليل إلى أن الإجابات في المقابلة لم تكن متسقة مع الأسئلة. فاستنتج اللغوي أن الشرطة لفقت المقابلة. وكانت إدانة «بريدجووتر فور» ملغية حتى قبل تدخل اللغوي في القضية، فشهادة مالكلوم كولتهارد قد أدت بالغرض.
وأفاد إيجليسون في قضية أسترالية عن امرأة كتبت «رسالة وداع» قبل اختفائها. قورنت الرسالة مع عينة من كتاباتها السابقة وكتابات زوجها. فاستنتج إيجليسون بأن زوج المرأة المفقود هو من قام بكتابة الرسالة، بعد ذلك اعترف الزوج أنه كتبها وقتل زوجته. وشملت المميزات التي حللها: الفواصل، والمواضيع البارزة، وحذف حروف الجر.

## البصمات اللغوية
البصمة اللغوية هي مفهوم طرحه بعض العلماء وتعني أن كل إنسان يستخدم اللغة استخداما مختلفا، ويشمل هذا الفرق بين الناس مجموعة من علامات الطوابع التي تميز المتكلم/الكاتب كفريد من نوعه؛ على غرار بصمات الأصابع. ووفقا لهذا الرأي من المفترض أن يستخدم كل فرد اللغات استخداما مختلفا، ويمكن تمييز هذا الفرق كتمييز بصمات الأصابع. وتتشكل هذه البصمات نتيجة لنمط اللغة المدمجة. يمكن بناء البصمة اللغوية لشخص ما عن طريق التفاعلات اليومية للفرد، وترتبط بمجموعة متنوعة من سمات الشخصية (التي أُجري لها اختبار الشخصية) والمتغيرات الظرفية والعلامات الفسيولوجية (مثل ضغط الدم والكورتيزول وهرمون تستوستيرون). وينبغي أثناء عملية التحقيق أن يكون التركيز على الفرق النسبي وليس المطلق بين المؤلفين وكيف يمكن للمحققين أن يصنفوا نصوصهم. يقول جون أولسون أنه على الرغم من أن مفهوم بصمات اللغوية يجذب وكالات تطبيق القانون إلا أنها تفتقر إلى الأدلة لدعم الفكرة.

## تباين
إن الاختلافات البينية للكاتب هي الطرق التي تكون فيها نصوص المؤلف نفسه مختلفة عن بعضها البعض. أما الاختلافات بين المؤلفين فهي الطرق التي تختلف فيها كتابات المؤلفين وليس بالضرورة أن تكون الاختلافات بين نصين كتبهم مؤلف واحد أقل من نصين كتبهما مؤلفان.
	•	النوع: عندما تقاس النصوص على حسب أنواعها المختلفة، لوحظ اختلاف كبير على الرغم من أن النصوص كتبها مؤلف واحد.
	•	نوع النص: رسائل شخصية تحتوي على استراتيجيات ربط أكثر من المقالات الأكاديمية أو أوراق بحث الطلاب.
	•	الخيال مقابل الواقع: بعض كتاب الخيال من الصحفيين. وبسبب المطالب المختلفة بين كل من المجالين فمن الممكن أن تكون مختلفة تماما عن بعضها البعض فتندرج تحت الاختلافات البينية للكاتب.
	•	الخاص مقابل العلني: سوف تختلف الخطابات السياسية التي يكتبها السياسي عن تلك النصوص الخاصة التي يكتبها لصديق أو لأحد أفراد الأسرة.
	•	الفاصل الزمني كسبب للاختلاف: كلما زاد الوقت بين عملين زاد الاختلاف المحتمل. وتتغير اللغة في فترة زمنية قصيرة أكثر مما ندرك فتأثر على قابليتنا على تغيير اللغة وفقا لمن حولنا.
	•	التمويه كنوع من الاختلاف: يمكن أن ينشر الكاتب كتاباته باسم مجهول ليخفي هويته.

## النسخ الكتابية اللغوية
هنالك نوعان رئيسيان من النسخ الكتابية وهما الوثائق المكتوبة وتسجيلات الفيديو والصوت. إن نسخ الكتابة الدقيقة والموثوق بها مهمة وذلك لأن النص نفسه هو الحقائق التي تتحول إلى أدلة. وفي حالة وجود أي خطأ في النسخ الكتابية فإنه يتم تبديل الأدلة. وإذا فشل في نسخ النص كامل، فتُبدّل الأدلة أيضا فيجب أن يُركّز على أن النص هو الدليل. لوا يفترض ابدأ أن تكون نسخة الملف الصوتي دقيقة تماما. فإن كل نوع من النسخ يحتوي على مشاكله الخاصة. وقد تحتوي وثيقة مكتوبة بخط اليد على إملاء غريب والذي قد يسفر عن المعاني الغامضة وكذلك كتابة اليد غير المقروءة والرسوم التوضيحية التي يستعصي فهمها. ويصعب أيضا قراءة المستند الممسوح ضوئياً لأنه قد يتغيرعن المستند الأصلي. أما بالنسبة للوثائق السمعية والفيديو فإنها قد تتضمن التكرار وتردد المتكلمين والغمغمة واللهجة الغريبة التي يصعب فهمها وتمتمة المتحدث غير المسموعة. وقد يتضمن النص الصوتي أو الفيديو الأصوات غير اللغوية كالبكاء والضحك والتي لا تنسخ بسهولة. ولهذا جادل المدافعين عن الحريات المدنية في أن التحقيقات في القضايا الجنائية الرئيسية ينبغي أن تسجل وتحفظ، وكذلك نسخها.

## للاستطلاع
- Baldwin, J. R. and P. French (1990). Forensic phonetics. London: Pinter Publishers.
- Ellis,S. (1994). 'Case report: The Yorkshire Ripper enquiry, Part 1', Forensic Linguistics 1, ii, 197-206
- Fairclough, N. (1989) Language and Power, London: Longman.
- Gibbons, J. (2003). Forensic Linguistics: an introduction to language in the Justice System. Blackwell.
- Gibbons, J., V Prakasam, K V Tirumalesh, and H Nagarajan (Eds) (2004). Language in the Law. New Delhi: Orient Longman.
- Gibbons, J. and M. Teresa Turell (eds) (2008). Dimensions of Forensic Linguistics. Amsterdam: John Benjamins.
- Grant, T. (2008). "Quantifying evidence in forensic authorship analysis", Journal of Speech, Language and the Law 14(1).
- Grant, T. and Baker, K. (2001). 'Reliable, valid markers of authorship', Forensic Linguistics VIII(1): 66-79.
- Hollien, H. (2002). "Forensic Voice Identification". New York: Harcourt.
- Hoover, D. L. (2001). "Statistical stylistics and authorship attribution: an empirical investigation", Literary and Linguistic Comuputing, XIV (4), 421-44
- Koenig, B.J. (1986) 'Spectrographic voice identification: a forensic survey', letter to the editor of J. Acoustic Soc, Am., 79, 6, 2088-90.
- Maley, Y. (1994). 'The language of the law', in J. Gibbons (ed.), Language and the Law, London:Longman,246-69
- McGehee, F. (1937).' The reliability of the identification of the human voice', Journal of General Psychology, 17, 249-71
- McMenamin, G. (1993). Forensic Stylistics. Amsterdam: Elsevier.
- Nolan, F. and Grabe, E. (1996) 'Preparing a voice lineup', Forensic Linguistics, 3 i, 74-94
- Pennycook, A. (1996) 'Borrowing others words: text, ownership, memory and plagiarism', TESOL Quarterly, 30, 201-30.
- Shuy, Roger W (2001). 'Discourse Analysis in the Legal Context.' In The Handbook of Discourse Analysis. Eds. Deborah Schiffrin, Deborah Tannen, and Heidi E. Hamilton. Oxford: Blackwell Publishing. pp. 437–452.

## روابط خارجية
- International Association of Forensic Linguists نسخة محفوظة 4 مايو 2012 على موقع واي باك مشين.
- International Association for Forensic Phonetics and Acoustics